# Leucate
Leucate es una localidad  y comuna francesa, situada en el departamento del Aude, en la región administrativa de Languedoc-Rosellón y la región natural de Corbières.
A sus habitantes se les conoce en idioma francés por el gentilicio Leucatois.

## Etimología
El nombre Leucate proviene del griego leukos, que significa "blanco".

## Cultura y productos
Dedicada principalmente al cultivo de la vid, que ocupa una gran parte de la superficie de la comuna, es un centro de producción vinícola especializada en la elaboración de  vins de pays, equivalente a la categoría española de "vinos de la tierra", dentro de la denominación de origen Vin de pays des Coteaux du Littoral Audois, establecida por el Decreto 2000/848 de 1 de septiembre de 2000.

## Demografía
| 1077 | 1233 | 1244 | 1968 | 2177 | 2732 |
| Para los censos de 1962 a 1999 la población legal corresponde a la población sin duplicidades (Fuente: INSEE [Consultar]) |      |      |      |      |      |

(Población sans doubles comptes según la metodología del INSEE).

## Lugares de interés
- Estanque de Leucate
- Puerto de Leucate

## Personalidades ligadas a la comuna
- Françoise de Cezelli
- Henry de Monfreid
- André Helena
- Jacques Hiron
- Evelyne Marie France Neff